# 嫪アイ
嫪 毐（ろう あい、拼音：Lào Ǎi、? - 紀元前238年）は、中国の秦の偽宦官。当初は呂不韋の食客であったが、秦王政（後の始皇帝）の母の趙姫（太后）と関係を持ち、一時は権勢を誇った。

## 生涯
『史記』呂不韋列伝によると、嫪毐は巨根で知られ、宴会の余興として自らの一物を軸に馬車の車輪を回して見せたという。その特長ゆえに、秦の宰相呂不韋に見出された。
呂不韋は秦王政の母の趙姫（太后）と長年不倫関係を続けていたが、淫乱な太后を老年に差し掛かった彼が満足させることは難しくなり、同時にその関係は非常に危険なことであった。そこで関係を清算したがっていた呂不韋は、自身の身代わりとして彼を後宮に送り込んだ。王以外の男性で後宮に出入りできるのは、男性器を切除した宦官のみであり、巨根が売り物の嫪毐が性器を切除しないまま後宮に入れるにあたり、髭を抜き取るなどして宦官のような容貌に変えさせ、さらに宮刑を執行されたという記録をでっちあげるなどの裏工作をした。
呂不韋の思惑通り、嫪毐は後宮に入って太后の寵愛を受け、2人の息子を儲けた。やがて、太后の後ろ盾をもとに次第に権勢を握り、紀元前239年に嫪毐は山陽を封土として長信侯に封じられた。また、多くの食客を擁するようになり、呂不韋に次ぐ権勢を誇った。また、河西および太原も領した。
だが、房事での出世は周囲の評判が悪く、密告により政に知られることになって、内偵により太后との密通が露見した。そこで嫪毐は御璽および太后の印璽を盗み出して、兵を集めて反乱を起こそうとした。
しかし、既にそれに備えていた秦王政の命を受けた楚の公子である昌平君と昌文君の叔甥によって、咸陽で返り討ちに遭った。嫪毐は逃亡したものの、捕らえられて車裂きの刑に処され、その一族や太后との間のふたりの息子もことごとく処刑された。